# Cigoland
Cigoland is een kleinschalig attractiepark en dieren- en vogelpark in Kintzheim, Elzas, Frankrijk. Ongeveer 90.000 mensen per jaar bezoeken Cigoland.

## Park
Het park werd in 1974 opgericht door Jean Pierre Willmann, toen nog vooral als natuurpark met hier en daar dieren. Later zijn daar echte dierenhokken en attracties bijgekomen. De naam Cigoland is waarschijnlijk afkomstig van de ooievaar, die in het Frans Cigogne Blanche heet. Ooievaars zijn dan ook in het park terug te vinden. Tevens staat er een ooievaar afgebeeld in het parklogo.

### Dieren
Er zijn 25 verschillende dieren in het park te vinden. Zoals onder andere:
- Ooievaars
- Lama
- Emoes
- Herten
- Zwanen, eenden, ganzen en pauwen
- Wallaby's
- Pony's

### Attracties
Het park telt in totaal 13 mechanische attracties. Dit zijn onder andere:
- King-Kong, een spin 'n puke-attractie in de vorm van een reusachtige gorilla.
- Les Bateaux Tamponneurs, water-botsbootjes.
- Circuit de voitures électriques, een old-timerbaan.
- La Cigogne, een monorail met ooievaars op de wagens.
- Train de la Mine, een mijntreinachtbaan

Daarnaast worden er in het park verschillende (natuur-)films en shows opgevoerd.